# St. Anna (Hüngersdorf)

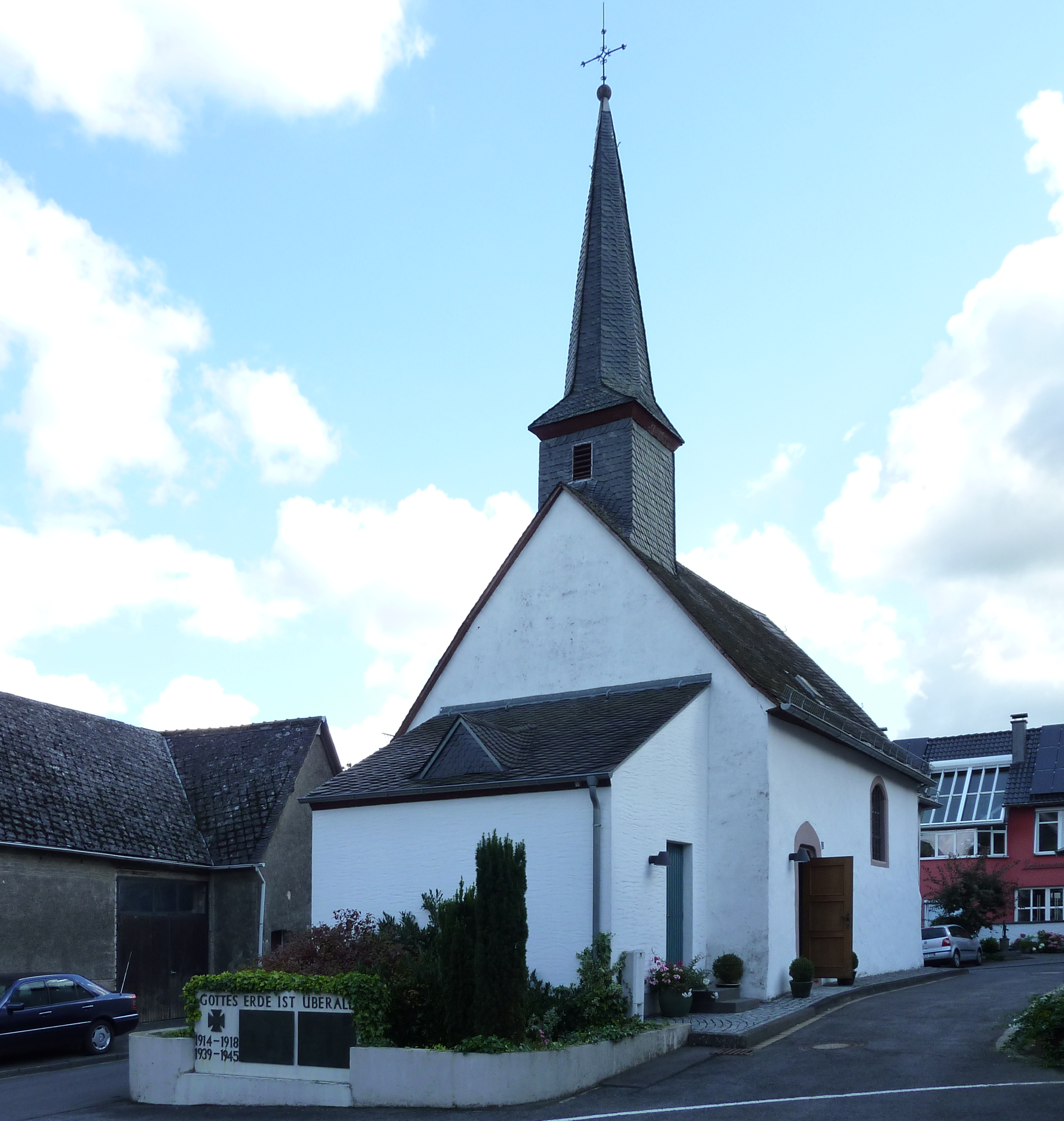
St. Anna von Westen

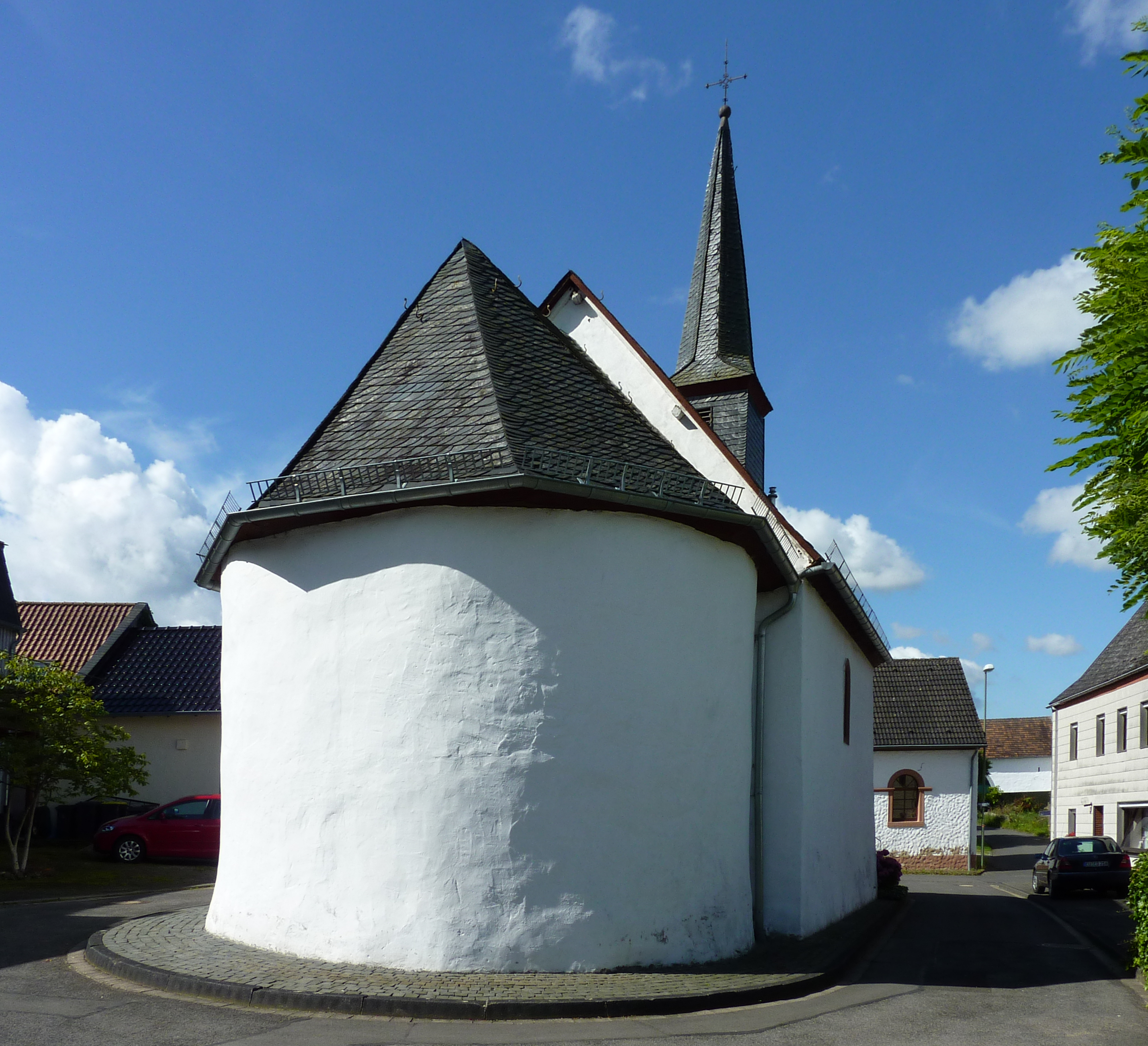
St. Anna von Osten

St. Anna ist eine römisch-katholische Filialkirche im Blankenheimer Ortsteil Hüngersdorf im Kreis Euskirchen in Nordrhein-Westfalen. Das Kirchengebäude gehört zur Pfarre St. Johann Baptist, Ripsdorf.
Die Kirche ist der hl. Mutter Anna geweiht und als Baudenkmal unter Nummer 94 in die Liste der Baudenkmäler in Blankenheim (Ahr) eingetragen. 

## Lage
Die Filialkirche liegt im Ortszentrum von Hüngersdorf auf dem Kapellenplatz.

## Geschichte
Eine Kapelle in Hüngersdorf wurde erstmals in den Visitationsberichten des Erzbistums Köln aus dem Jahr 1536 genannt. Weder Standort noch Aussehen dieser Kapelle sind überliefert. Die genannte Kapelle wurde jedenfalls um das Jahr 1657 durch den heutigen Kirchenbau ersetzt. Hüngersdorf gehörte schon immer zur Pfarre St. Johann Baptist in Ripsdorf, jedoch war die Kapelle bis 1985 im Eigentum der Zivilgemeinde und ging erst dann in den Besitz der Kirchengemeinde über. In den Jahren 1960 und 1986 wurde das Gotteshaus renoviert und instand gesetzt.

## Baubeschreibung
St. Anna ist eine weiß verputzte einschiffige und vierachsige Saalkirche aus Bruchsteinen im Stil des Barock. Das Schiff ist flach gedeckt und schließt im Osten mit einer halbrunden Apsis. Über dem Westgiebel erhebt sich ein quadratischer Dachreiter mit achtseitigem Knickhelm. Den Gläubigen stehen 60 Sitzplätze zur Verfügung.

## Ausstattung
Im Innern befinden sich zwei barocke Seitenaltäre aus Holz aus dem 17. Jahrhundert sowie drei Holzfiguren des 17. Jahrhunderts mit Darstellungen der hll. Quirinus von Neuss, Hubertus von Lüttich und Cornelius.

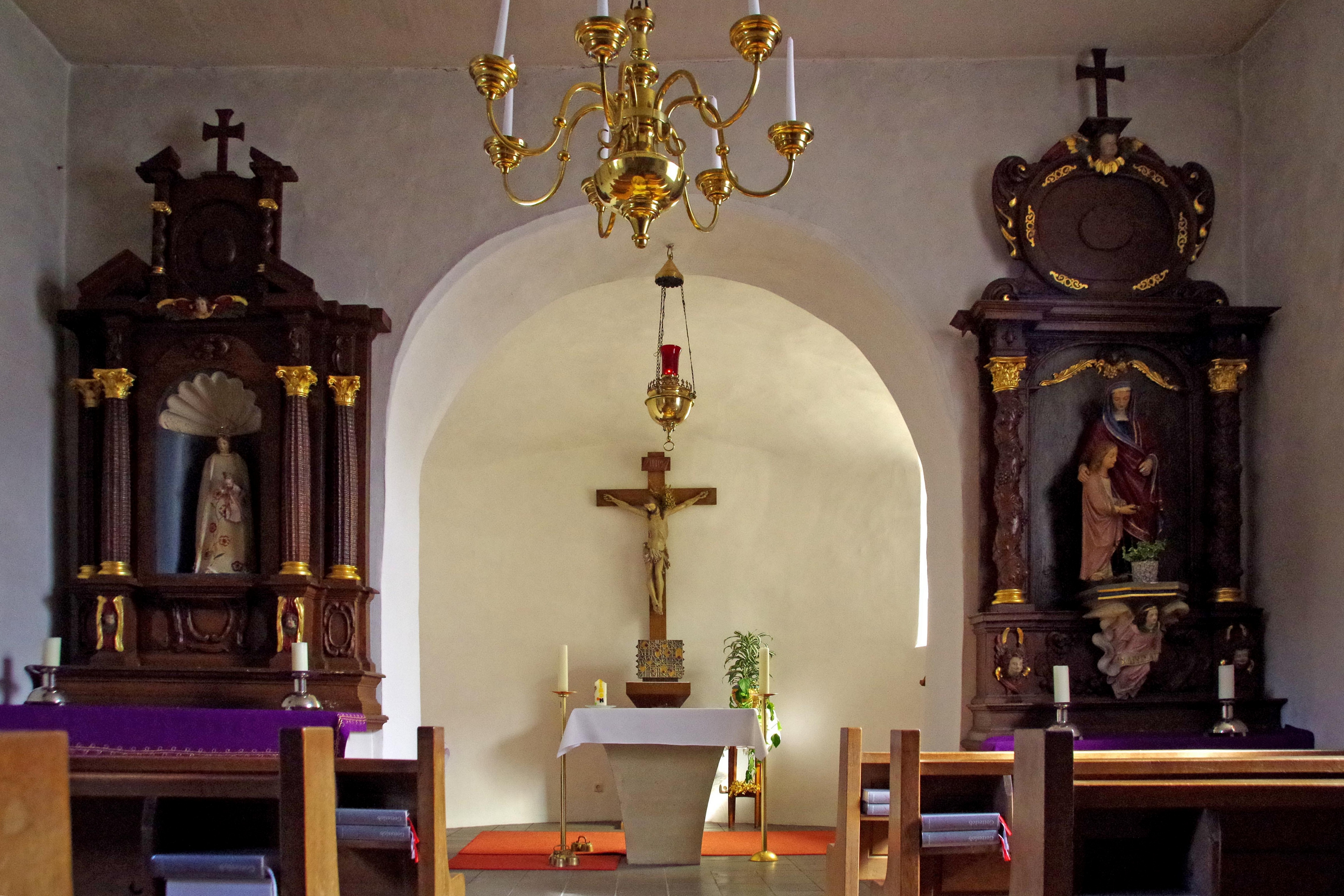
Hauptaltar, Marien- und Annaaltar
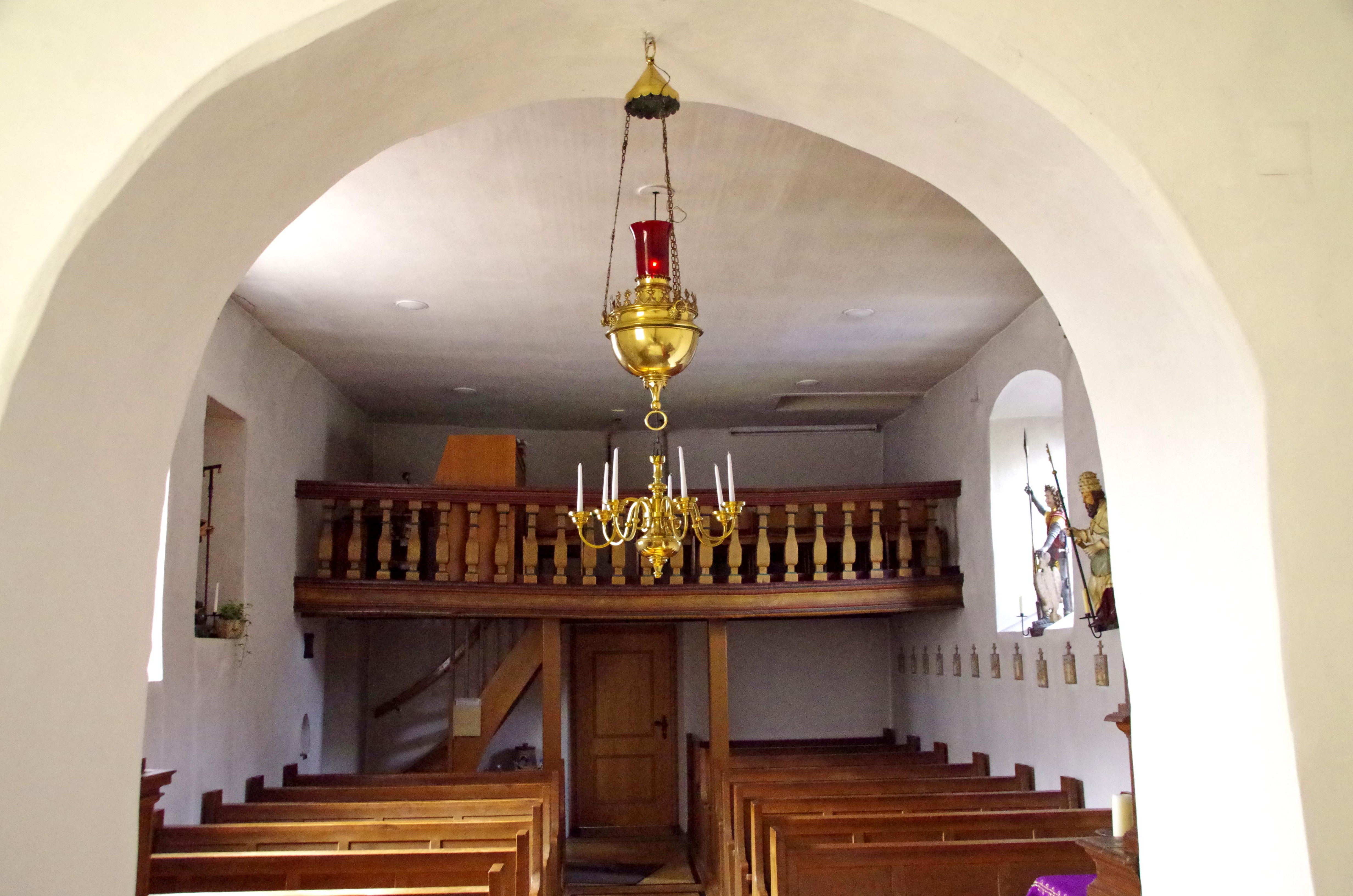
Blick aus der Apsis ins Kirchenschiff
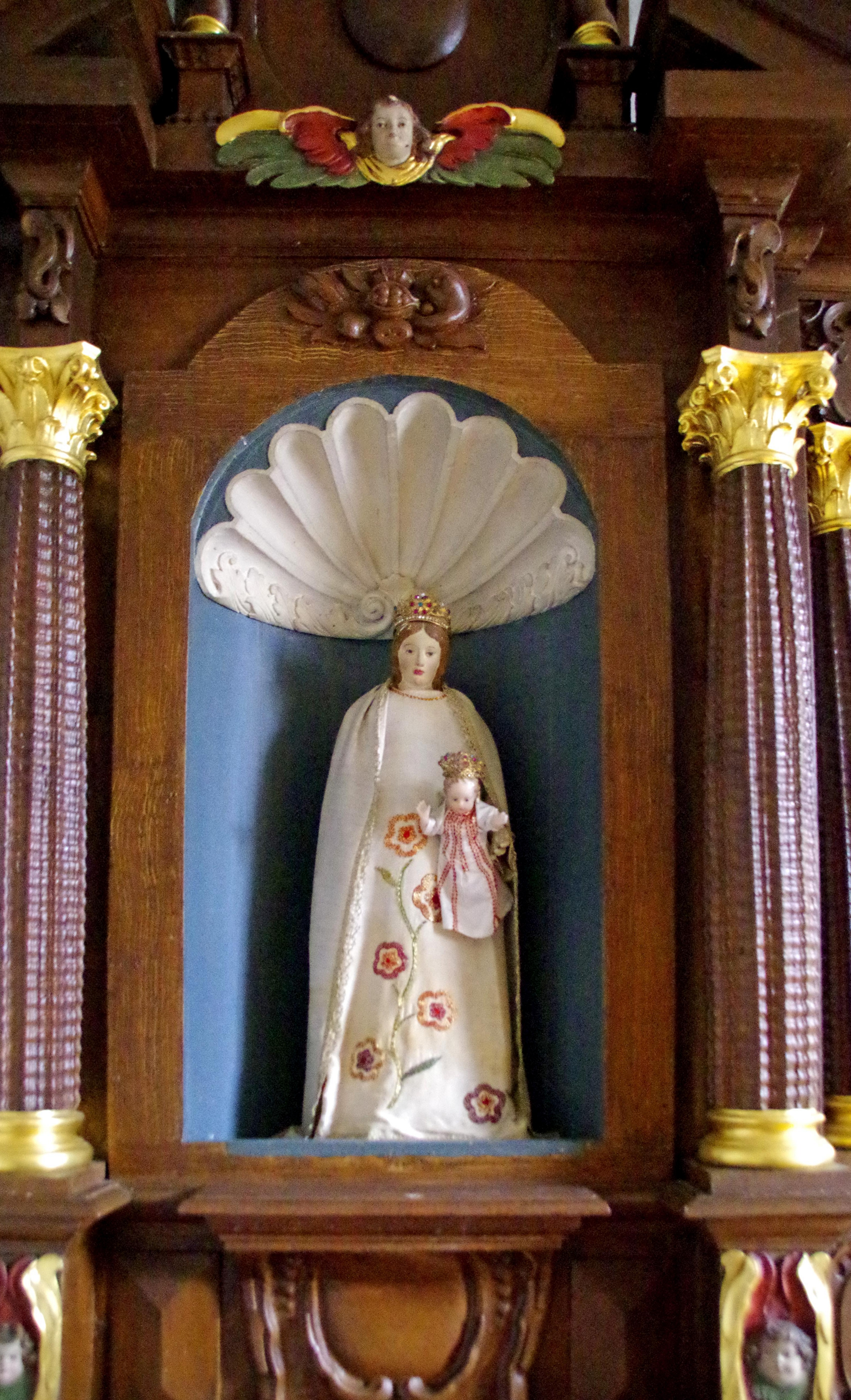
Marienaltar
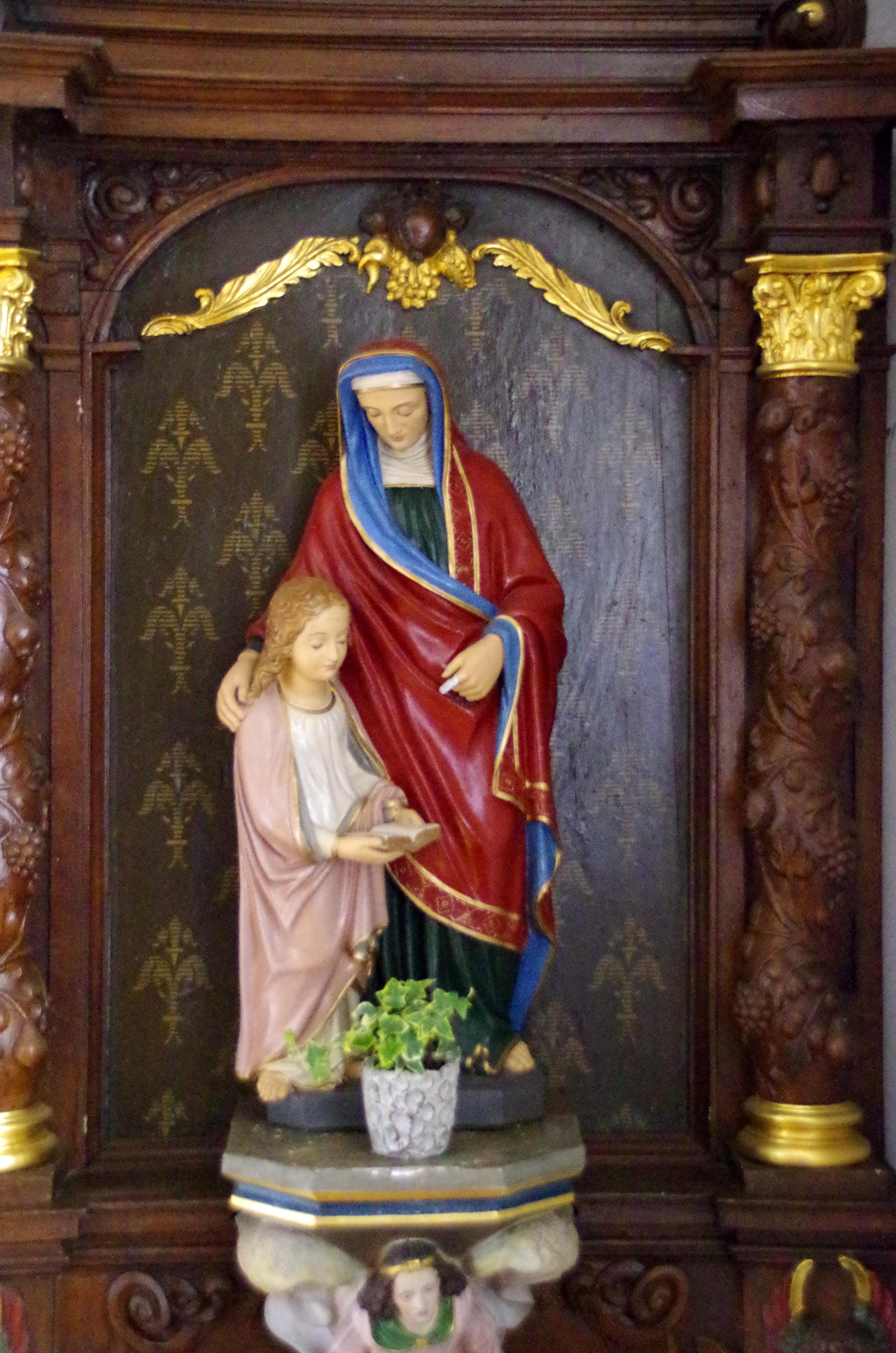
Anna-Altar
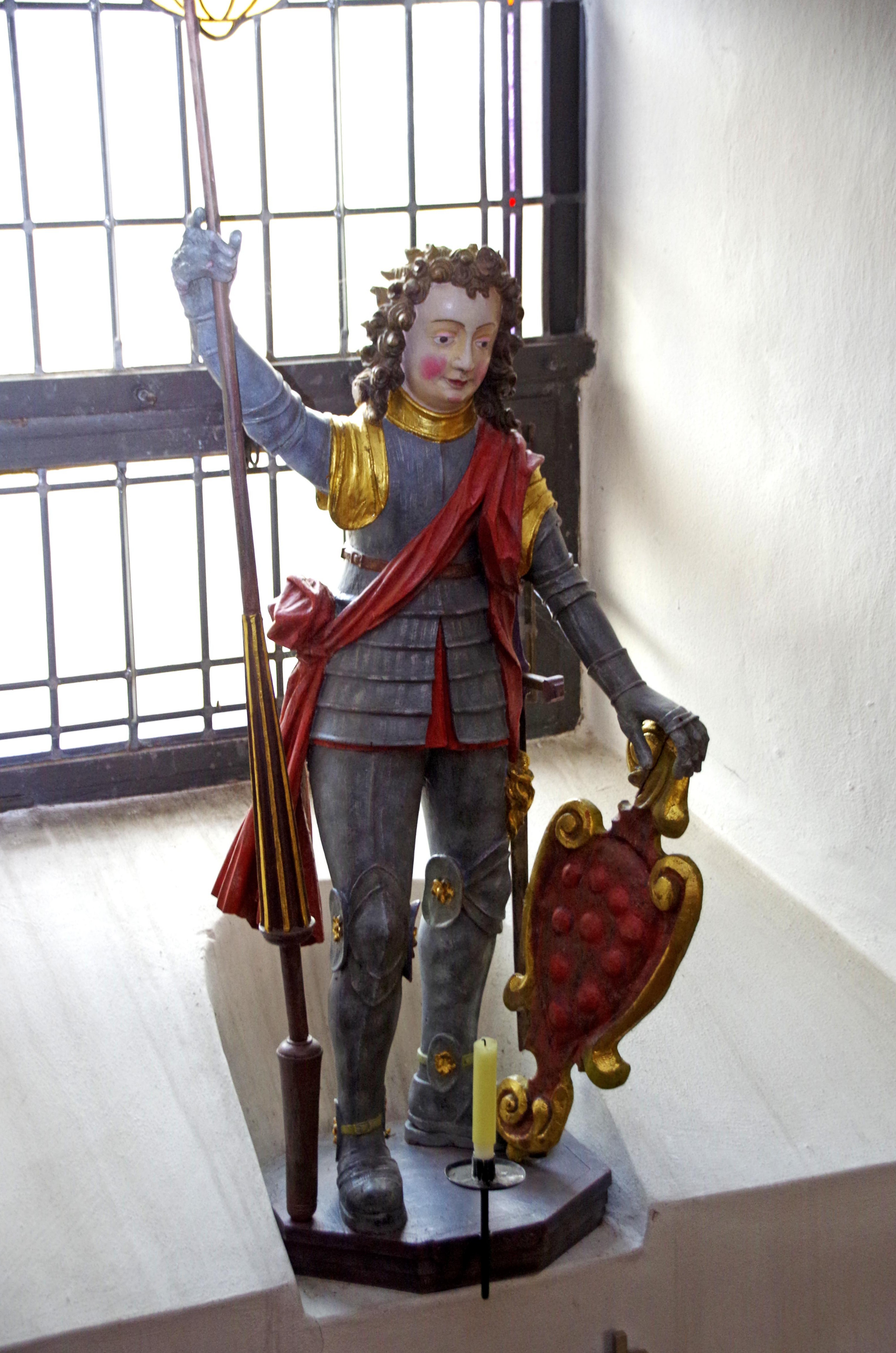
St. Quirinus
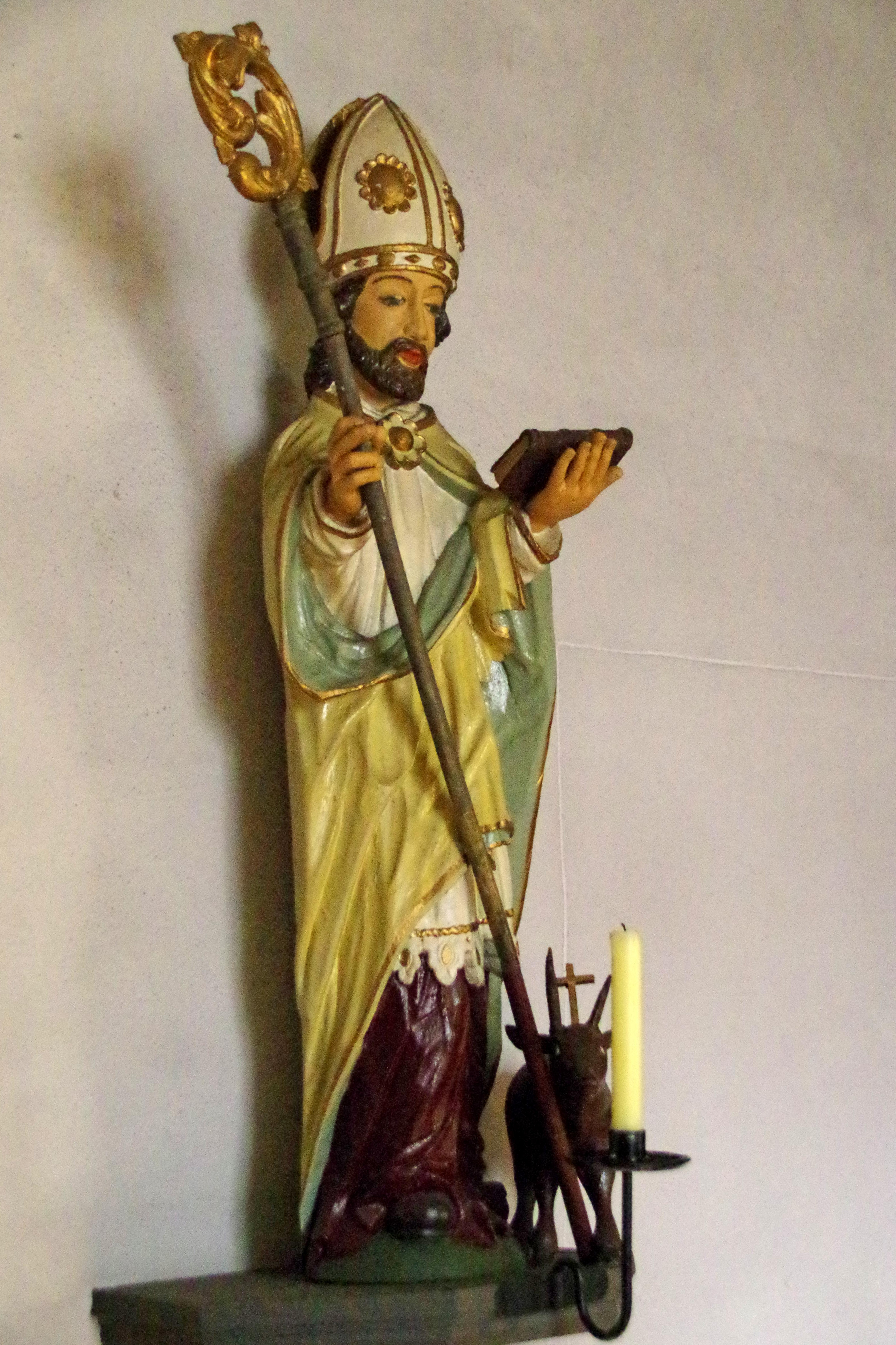
St. Hubertus
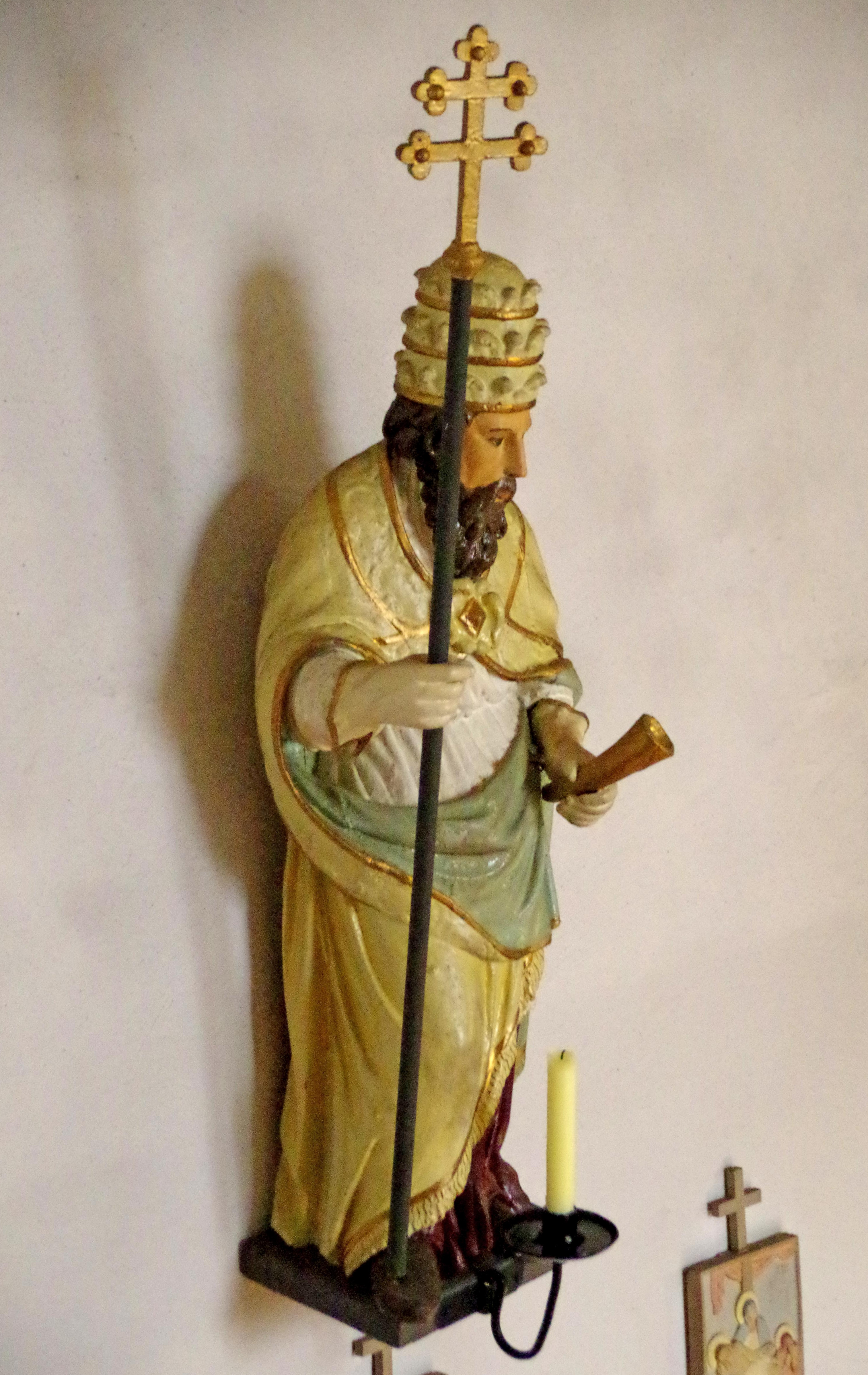
St. Cornelius